# Montejo (Salamanca)
Montejo es un municipio y localidad española de la provincia de Salamanca, en la comunidad autónoma de Castilla y León. Se integra dentro de la comarca de Guijuelo y la subcomarca de Salvatierra. Pertenece al partido judicial de Béjar.
Su término municipal está formado por los núcleos de población de Montejo y Pantano de Santa Teresa, ocupa una superficie total de 29,11 km² y según los datos demográficos recogidos en el padrón municipal elaborado por el INE en el año 2017, cuenta con una población de 218 habitantes.

## Geografía
Integrado en la comarca de Guijuelo, se sitúa a 42 kilómetros de Salamanca. El término municipal está atravesado por la Autovía Ruta de la Plata (A-66) y por la carretera nacional N-630, entre los pK 375 y 381, además de por carreteras locales que permiten la comunicación con La Maya, Pelayos y Salvatierra de Tormes.  El relieve del municipio está definido por colinas y zonas más llanas, además de por la presencia del pantano de Santa Teresa, que represa las aguas del río Tormes. La altitud oscila desde los 1005 metros al sur (cerro Atalaya Montejo) y los 830 metros a orillas del río Tormes. El pueblo se alza a 931 metros sobre el nivel del mar. 
| Noroeste: Pedrosillo de los Aires | Norte: La Maya             | Nordeste: Pelayos |
| Oeste: Berrocal de Salvatierra    |                            | Este: Pelayos     |
| Suroeste: Pizarral                | Sur: Salvatierra de Tormes | Sureste: Pelayos  |

## Historia
La fundación de Montejo se remonta a la repoblación llevada a cabo por el rey de León Alfonso IX a principios del siglo XIII, cuando quedó incluido en el Alfoz de Salvatierra, dentro del Reino de León, denominado en la Edad Media Montexo. Con la creación de las actuales provincias en 1833, Montejo quedó integrado en la provincia de Salamanca, dentro de la Región Leonesa.
Como lugar de interés se puede visitar la fuente de los Hermanos Rodríguez-Laso que data del año 1799, conocida como "el caño".

## Geografía humana

### Demografía
Cuenta con una población de 198 habitantes (INE 2024).
| Gráfica de evolución demográfica de Montejo entre 1842 y 2021                                                         |
| |
| Población de derecho según los censos de población del INE. Población de hecho según los censos de población del INE. |

Según el Instituto Nacional de Estadística, Montejo tenía, a 31 de diciembre de 2018, una población total de 221 habitantes, de los cuales 125 eran hombres y 96 mujeres. Respecto al año 2000, el censo refleja 239 habitantes, de los cuales 132 eran hombres y 107 mujeres. Por lo tanto, la pérdida de población en el municipio para el periodo 2000-2018 ha sido de 18 habitantes, un 8% de descenso. Se trata de uno de los pocos municipios de la provincia de Salamanca en la que la población no decrece mucho.
El municipio se divide en dos núcleos de población. De los 221 habitantes que poseía el municipio en 2018, la mayoría residían en Montejo, que contaba con 215, de los cuales 122 eran hombres y 93 mujeres, ya que en el poblado del Pantano de Santa Teresa solo se censaban 6, de los cuales 3 eran hombres y 3 mujeres.

### Transporte
El municipio está bien comunicado por carretera, atravesándolo la carretera nacional N-630 que une Gijón con Sevilla y permite dirigirse tanto a la capital provincial como a otros núcleos cercanos; en paralelo a esta carretera discurre la autovía Ruta de la Plata que tiene el mismo recorrido que la nacional y que cuenta con dos salidas directas en el municipio, permitiendo unas comunicaciones más rápidas con el resto del país. Otra carretera importante es la DSA-135 que parte de salida de la autopista con la N-630 y une el municipio con Pelayos y Galinduste a través de la presa del embalse de Santa Teresa. 
En cuanto al transporte público se refiere, tras el cierre de la ruta ferroviaria de la Vía de la Plata, que pasaba por el municipio de Pizarral y contaba con estación en el mismo, no existen servicios de tren en el municipio ni en los vecinos, ni tampoco línea regular con servicio de autobús. Por otro lado el Aeropuerto de Salamanca es el más cercano, estando a unos 43 km de distancia.

## Cultura

### Fiestas
- San Blas (3 de febrero)
- San Antonio de Padúa (13 de junio)

## Administración y política
| Partido político                         | 2019  | 2019  | 2019       | 2015  | 2015  | 2015       | 2011  | 2011  | 2011       | 2007  | 2007  | 2007       | 2003  | 2003  | 2003       |
| Partido político                         | %     | Votos | Concejales | %     | Votos | Concejales | %     | Votos | Concejales | %     | Votos | Concejales | %     | Votos | Concejales |
| Partido Popular (PP)                     | 66,17 | 88    | 5          | 69,78 | 97    | 5          | 69,59 | 103   | 5          | 64,00 | 112   | 4          | 70,06 | 117   | 4          |
| Partido Socialista Obrero Español (PSOE) | 25,56 | 34    | 0          | 25,90 | 36    | 0          | 30,41 | 45    | 2          | 36,00 | 63    | 1          | 23,35 | 39    | 1          |
| Unión del Pueblo Salmantino (UPSa)       | —     | —     | —          | —     | —     | —          | —     | —     | —          | 1,71  | 3     | 0          | 5,39  | 9     | 0          |

## Personas destacadas
- Simón Rodríguez Laso, rector del Real Colegio de España desde 1788 hasta su muerte en Bolonia en 1821, nació en esta localidad en 1751.[8]
- Nicolás Rodríguez Laso, fiscal inquisidor en Barcelona (1783-1794), nació en esta localidad en 1747.[9][10]